# Moritz Fürstenberg
Moritz Heinrich Fürstenberg (* 15. Mai 1818 in Berlin; † 13. September 1872 in Eldena) war ein deutscher Tierarzt.

## Leben
Fürstenberg studierte ab 1839 in Berlin Tierheilkunde, wurde 1848 Repetitor an der dortigen Tierarzneischule, 1850 Departementstierarzt in Liegnitz, 1853 Lehrer und 1865 Professor an der Königlichen Staats- und landwirtschaftlichen Akademie Eldena.
Fürstenberg übte auf die Entwicklung der Tierheilkunde seiner Zeit einen bedeutenden Einfluss aus, indem er in seinen Werken die Resultate sehr gründlicher eigener wissenschaftlicher Forschung niederlegte und außerdem den jüngeren Tierärzten ein Vorbild bei wissenschaftlichen Untersuchungen war. Er lieferte in seinen Arbeiten, namentlich in dem klassischen Werk über die Grabmilben, zahlreiche Beiträge zur vergleichenden Pathologie.

## Schriften
- Über die Steine und Konkremente im Körper der Tiere (Magazin für Tierheilkunde, Band 10, 12, 13, 21)
- Über Fettgeschwülste
- Die Krätzmilben der Menschen und Tiere (Leipzig 1861)
- Die Milchdrüsen der Kuh (Leipzig 1868)
- Die Anatomie und Physiologie des Rindes (Berlin 1868 ff.; neu bearbeitet von Müller, 1876)

Dieser Artikel basiert auf einem gemeinfreien Text aus Meyers Konversations-Lexikon, 4. Auflage von 1888 bis 1890.
| Personendaten    | Personendaten                                                                  |
| ---------------- | ------------------------------------------------------------------------------ |
| NAME             | Fürstenberg, Moritz                                                            |
| ALTERNATIVNAMEN  | Fürstenberg, Moritz Heinrich F.; Fürstenberg, Mauritius; Fürstenberg-Leisering |
| KURZBESCHREIBUNG | deutscher Tierarzt                                                             |
| GEBURTSDATUM     | 15. Mai 1818                                                                   |
| GEBURTSORT       | Berlin                                                                         |
| STERBEDATUM      | 13. September 1872                                                             |
| STERBEORT        | Eldena                                                                         |